# Nassaruddin
Nasaruddin (Nasruddin; arabisch نصر الدِّين; gest. 1710) war der fünfzehnte Sultan von Brunei nach offizieller Zählung. Er folgte seinem Onkel, Muhyiddin auf den Thron, als der 1690 starb, und regierte von 1690 bis 1710. Nach seinem Tod erhielt er den Titel Marhum Di Kianggeh.

## Leben

### Herkunft
Nasaruddin war der Sohn von Pengiran Muda Besar Abdullah, des Sohnes von Sultan Abdul Jalilul Akbar, und der Pengiran Anak Puteri Besar, der Tochter von Sultan Abdul Hakkul Mubin.

### Thronfolge
Sultan Nasaruddins Vater, Pengiran Muda Besar Abdullah, war der älteste Sohn von Sultan Abdul Jalilul Akbar. Als erster Sohn stand Pengiran Muda Besar Abdullah auch an erster Stelle in der Erbfolge. Jedoch wurde sein jüngerer Bruder, Abdul Jalilul Jabbar 1659 Sultan. Als Muhyiddin 1690 starb, war sein Erbe erst elf Jahre alt, und da Nasaruddins Vater der erste Sohn von Sultan Abdul Jalilul Akbar war, wurde er als 15. Sultan von Brunei eingesetzt.

### Regierungszeit
Nasaruddin war ein umsichtiger und weiser Herrscher. Als erster führte er eine Gold-Währung im Sultanat ein.
Dato Godam
In seiner Herrschaftszeit besuchte auch Dato Godam (auch: Raja Umar) das Sultanat Brunei. Er war ein Prinz des Sultanates von Pagaruyung im Südwesten von Sumatra. Dato Godam wurde von Nasaruddin hoch geschätzt aufgrund seiner Intelligenz und seiner Erfahrung in Verwaltungsangelegenheiten. Daher holte er ihn in seinen Beraterstab. Nach mündlichen Überlieferungen wurde Dato Godam von Nassaruddin geliebt aufgrund seiner Ehrlichkeit, Fähigkeiten und Führungsqualitäten.
Dato Godams Vater, Datu Bendahara Harun von Pagaruyung, Minangkabau, schickte jedoch Gesandte aus, um ihn aufzuspüren und nach Hause zurückzubringen. Als die Gesandten eine Audienz bei Sultan Nassaruddin in Lapau erhielten und erklärten, dass er als Nachfolger seines Vaters vorgesehen war, zögerte der Sultan. Letztendlich erlaubte er jedoch Dato Godam und dessen ältestem Sohn Manteri Uban (Abdul Rahman) zurückzukehren. Dato Godams zweiter Sohn, Manteri Puteh (Dato Said) blieb jedoch in Brunei.
Zum Abschied versprach Nassaruddin seinem Protegé, dass er und die folgenden Herren von Brunei seinen Nachfahren immer Einkünfte und Privilegien geben würden. Aus dieser Zeit stammt der Titel des Manteri, der den Nachfahren von Dato Godam von den nachfolgenden Sultanen von Brunei gegeben wurde. Einige der Nachfahren leisteten weiterhin Dienste in der Verwaltung von Brunei.

## Tod
Der Sultan starb 1710. Er wurde bei Makam Diraja Kianggeh beigesetzt. Sein Nachfolger wurde sein Cousin Sultan Hussin Kamaluddin.